# 法治国
法治國（德語：Rechtsstaat，發音：[ˈʁɛçtsˌʃtaːt] ⓘ）是一個歐陸法系裡的法律思維的概念，源于德國法学。其核心理念是一個“憲政國家”在行使政府權力時必須受到法律的制約，在普通法系裡，與此相對應的觀念是法治。
在一個法治國裡，國家的力量受制于對當局任意行使公權力的約束，以達到保護公民的權利。法治國裡的公民共享以法律為基礎的公民自由，並可以使用法院。一個國家必須首先是一個法治國才能成為一個自由民主的國家。

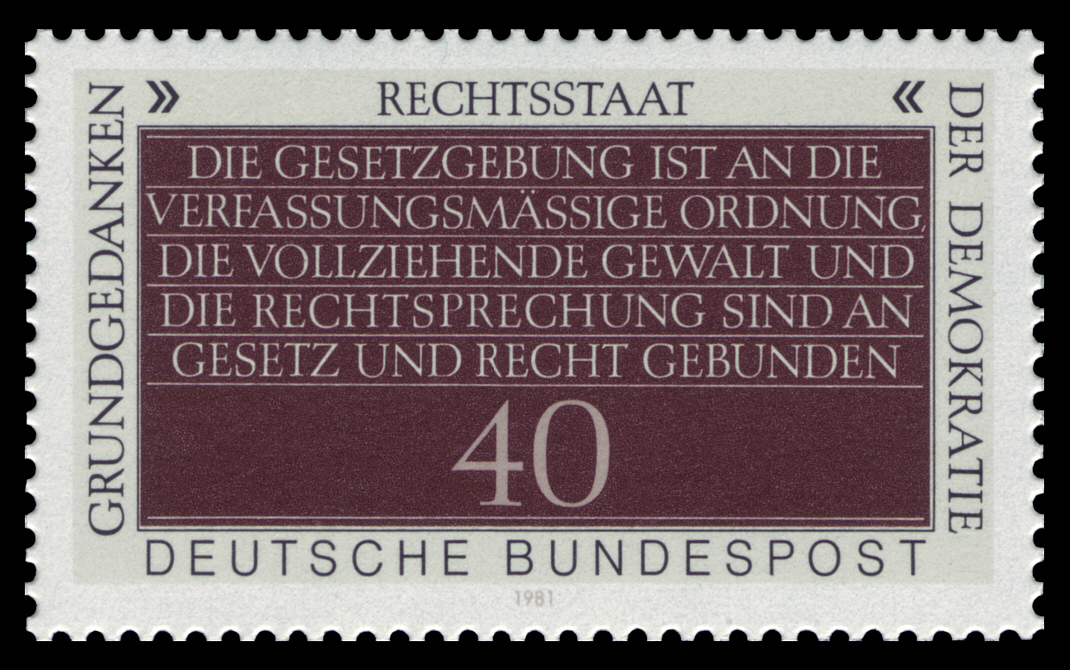
German stamp (1981). Rechtsstaat, Fundamental Concept of Democracy - "The legislature is bound by the constitutional order, the executive and the judiciary by law and right." (Article 20(3) GG)

## 词语释意
德国学者一般认为推动法治國概念的运动始于哲學家康德。在学习和了解了18世紀晚期的美国和法国的宪法之后，康德提出了这个“憲政國家”的概念。康德的方法是基於一個國家的成文憲法至高性上的。這种憲法的至高無上性，必須建立在这样一个信念上：一個长久安寧的生活是人民幸福和他們的繁榮的基本條件。或者说，法律存在的目的不是为了管理国家，而是为了人民长久的福祉。康德的學說完全建立在憲政主义和憲政國家基礎上的。也因此，康德指出了憲政的主要問題：“一個國家的憲法最終建立在其公民的道德上，而公民的道德则反过来又取决于這个憲法的好坏。”
法治國一词最早出现于1798年，但直到罗伯特·冯·莫尔在1832-33年间的著作《法治国原则下的德意志警察学》（Die deutsche Polizeiwissenschaft nach den Grundsätzen des Rechtsstaates）才广为人知。

## 法治國原則
重要的法治國原則包含：
1. 依法行政原則
在法治國中，依法行政原則可區分為消極的依法行政及積極的依法行政。
  - 積極的依法行政是指，政府機關組織之職權以及涉及人民基本權利之事項應當有法律「授權」或法律「依據」，即所謂法律保留原則。例如，中華民國憲法第二十三條：「以上各條列舉之自由權利，除為防止妨礙他人自由、避免緊急危難、維持社會秩序，或增進公共利益所必要者外，不得以法律限制之。」
  - 消極的依法行政是指，一切行政權之行使均應受法律拘束，不得與法律「牴觸」，即法律優位原則。例如，中華民國憲法第一百七十一條：「法律與憲法牴觸者無效。」以及中華民國憲法第一百七十二條：「命令與憲法或法律牴觸者無效。」
2. 權力分立原則
在法治國家中，國家權力應依據不同的作用加以區分，並在法律規定下，不同的國家權力應交由不同的國家機關行使。例如，美國憲法將國家權力區分為行政、立法、司法三權，並交由總統、國會、法院三個國家機關行使，又或者如中華民國憲法，將國家權力分成行政、立法、司法、考試、監察五權。
3. 基本權之保障
在法治國中，公民的基本權利應當受到保障。基本權利依其作用可分為要求國家不得侵害之防衛權，例如當國家侵害人民自由時，人民可主張自由權要求國家不得侵害，以及要求國家給付之給付權，例如要求國家給予教育之教育權。
4. 法安定性原則
在法治國家中，法律的規範必須穩定，使得人們得以預見自己的行為將發生何種法律效果，始即「法安定性原則」。法安定性原則分為「法明確性原則」以及「信賴保護原則」。
  - 「法律明確性原則」是指法律構成要件應當明確，使受規範者得以預見。
  - 「信賴保護原則」是指人民對於國家之法秩序存有信賴，此一信賴應受到保護，信賴保護此一原則僅在規範變動對人民不利益時始得運用，若規範變動使人民得到利益，則不受信賴保護原則之保護。
5. 比例原則
在法治國家中，國家行為對於人民的干預應當符合比例，所謂「不得用大砲打小鳥」。比例原則包含三個子原則：適當性原則、必要性原則、狹義比例性原則。適當性是國家所採取之手段應當有達成目的之可能；必要性是指，對於能達成同一目的之數個手段中，國家應採取傷害最小的手段；狹義比例性是指，手段所帶來的損害不能多於達成目的所帶來的利益。

## 外部連結
- Daniel R. Ernst – Ernst Freund, Felix Frankfurter and the American Rechtsstaat: A Transatlantic Shipwreck, 1894–1932. Georgetown Law Faculty Publications, October, 2009. （页面存档备份，存于）
- Matthias Koetter, Rechtsstaat and Rechtsstaatlichkeit in Germany (2010) （页面存档备份，存于）, Understandings of the Rule of Law in Various Legal Orders of the World （页面存档备份，存于）, Wikis of the Free University Berlin, edited by Matthias Koetter and Folke Schuppert
- Iain Stewart, "From 'Rule of Law' to 'Legal State':  a Time of Reincarnation?" (2007) （页面存档备份，存于）
- A. Anthony Smith: Kant’s Political Philosophy: Rechtsstaat or Council Democracy? University of Notre Dame du Lac - 1985